# Säters kommun
Säters kommun är en kommun i Dalarnas län. Centralort är Säter.

## Administrativ historik
Kommunens område motsvarar socknarna Gustafs, Silvberg, Stora Skedvi och Säter. I dessa socknar bildades vid kommunreformen 1862 landskommuner med motsvarande namn. I området fanns även Säters stad som 1863 bildade en stadskommun.
Vid kommunreformen 1952 uppgick Silvbergs landskommun i Gustafs landskommun samtidigt som Säters landskommun uppgick i Säters stad medan Stora Skedvi landskommun förblev oförändrad.
Säters kommun bildades vid kommunreformen 1971 av Säters stad samt landskommunerna Gustafs och Stora Skedvi.
Kommunen ingick från bildandet till 2001 i Hedemora domsaga och kommunen ingår sedan 2001 i Falu domkrets.

## Geografi

### Topografi och hydrografi

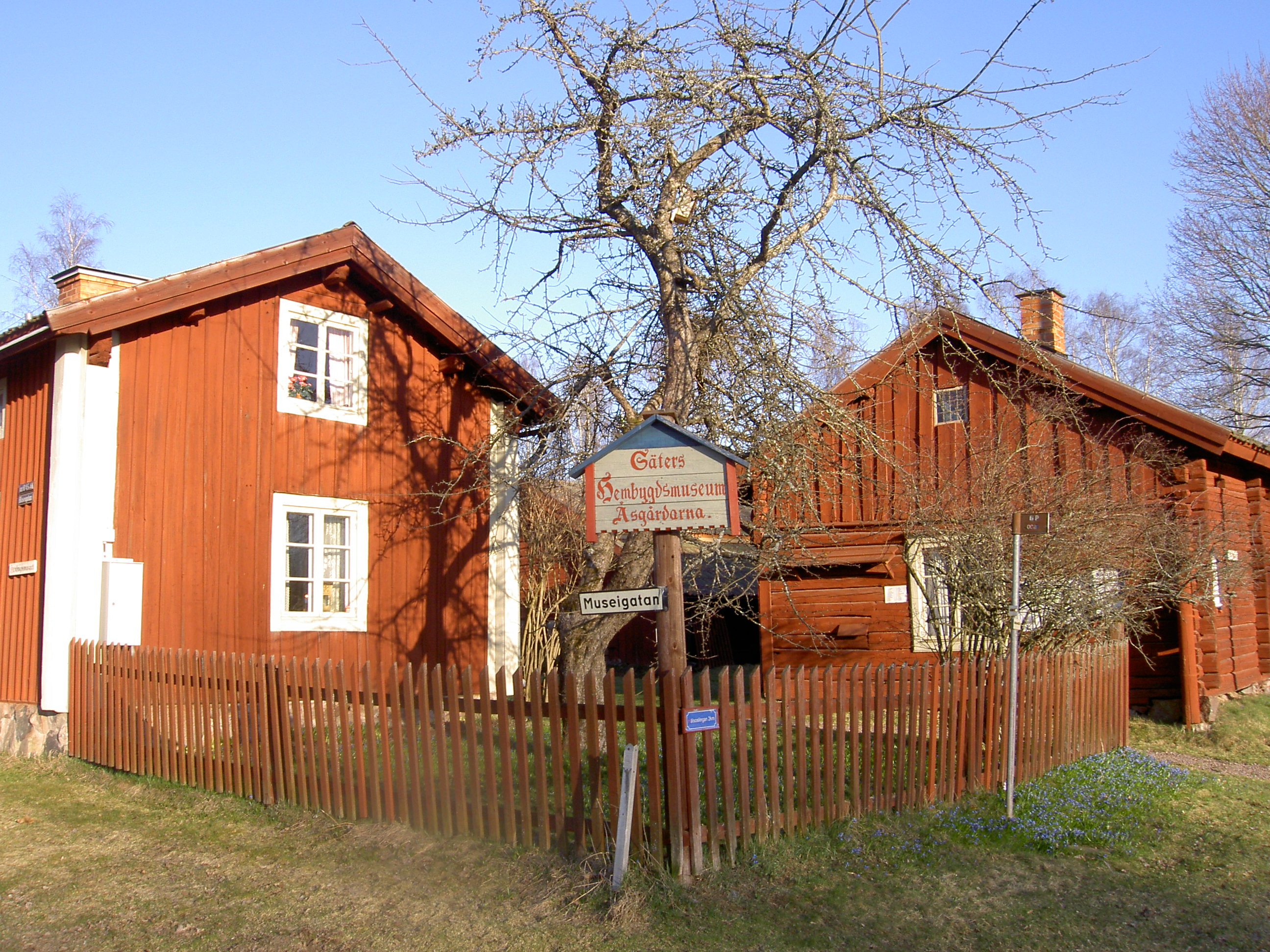
Åsgårdarna i Säter.

Kommunens norra och södra delar präglas av kuperade skogsområden och rika sjöar, medan mellersta delarna domineras av Dalälvens dalgång omgiven av odlade områden med fina sediment. Här har raviner som det imponerande Säterdalen med sin 40 meter djupa ravin och lövskogsvegetation bildats i sedimentjordarna. Centralorten kännetecknas av rullstensåsen Badelundaåsen, sträckande sig i nordvästlig–sydöstlig riktning, täckt till stor del av sediment och fungerar som öppen odlingsmark.
Nedan presenteras andelen av den totala ytan 2020 i kommunen jämfört med riket.
|  | Bebyggelse (4,9 %) |

|  | Skog (77,8 %) |

|  | Öppen myrmark (1,9 %) |

|  | Jordbruksmark (14,8 %) |

|  | Övrig mark (0,5 %) |

|  | Bebyggelse (3,1 %) |

|  | Skog (68,0 %) |

|  | Öppen myrmark (7,2 %) |

|  | Jordbruksmark (7,4 %) |

|  | Övrig mark (14,3 %) |

### Naturskydd
År 2019 var ungefär 1,3 procent av Säters kommun skydd i form av naturreservat och biotopskydd med äldre naturskogsartad skog. Det bestod av 12 naturskyddade områden, omfattandes 801 hektar.
I kommunen finns fyra naturreservat: Säterdalens ravinsystem, flygsandfältet vid Dammsjön med flora och fauna formad av sanddynerna, sydväxtberget Bispbergs klack med häckningsområde för rovfågel och det mot Borlänge kommun gränsande Holmsjöarna, näringsrika slättsjöar med rikt fågelliv. Natura 2000-områden överlappar till stora delar med naturreservaten.
Bland Säters naturminnen, enskilda skyddsvärda naturobjekt, kan nämnas Våbäcks tvillingekar i Gustafs, Färje Galgan bildad av hopvuxna tallar nära Landaberget och Ollastallen, en klottall söder om tätorten Säger.

### Administrativ indelning
Fram till 2016 var kommunen för befolkningsrapportering indelad i en enda församling, Säterbygdens församling.

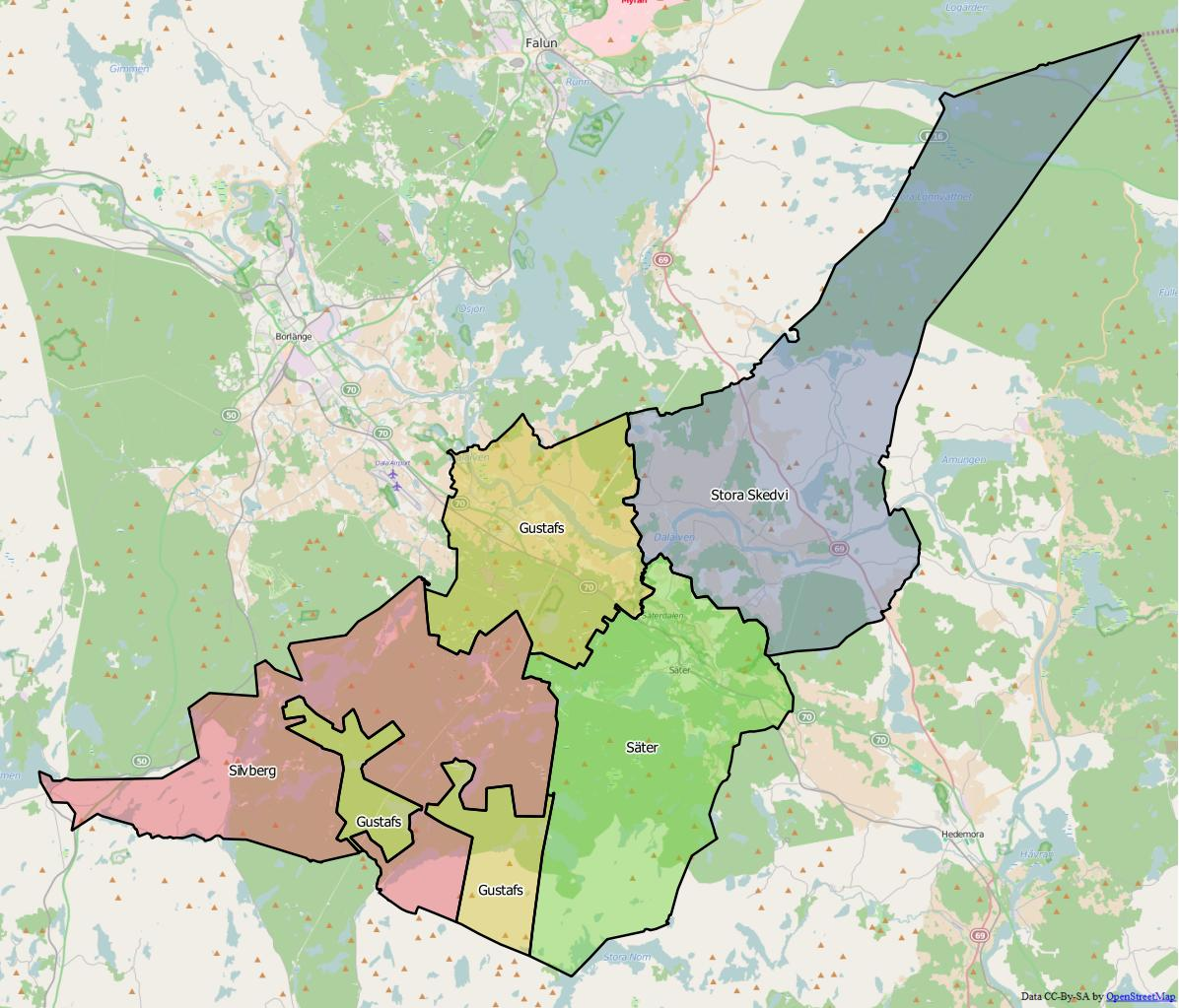
Distrikt (socknar) inom Säters kommun

Från 2016 indelas kommunen istället i fyra  distrikt, vilka motsvarar de tidigare socknarna: Gustafs, Silvberg, Stora Skedvi och Säter.

### Tätorter
År 2020 bodde 66,1 procent av kommunens invånare i någon av kommunens tätorter, vilket var lägre än motsvarande siffra för riket där genomsnittet var 87,6 procent. Vid Statistiska centralbyråns tätortsavgränsning 2020 fanns det fem tätorter i Säters kommun:
| Tätort                            | Befolkning |
| --------------------------------- | ---------- |
| Säter                             | 4 731      |
| Enbacka och Mora                  | 1 571      |
| Skedvi kyrkby                     | 400        |
| Naglarby, Lisselhaga och Storhaga | 355        |
| Solvarbo                          | 315        |

## Styre och politik

### Styre
Mandatperioden 2010–2014 styrdes kommunen av en blocköverskridande koalition bestående av de rödgröna och Folkpartiet. Tillsammans samlade partierna 20 av 35 mandat i kommunfullmäktige. Efter valet 2014 fortsatte en blocköverskridande koalition att styra; denna gång bestående av Socialdemokraterna och Centerpartiet. De två partierna fortsatte samregera även efter valet 2018. Efter valet 2022 inkluderades även Kristdemokraterna i styret. Partierna meddelade att fokus under mandatperioden skulle ligga på "barn och utbildning, företagande och på Säters ekonomi".

### Kommunfullmäktige

#### Presidium
| Presidium 2022–2026    | Presidium 2022–2026 | Presidium 2022–2026 |
| ---------------------- | ------------------- | ------------------- |
| Ordförande             | S                   | Abbe Ronsten        |
| Förste vice ordförande | KD                  | Daniel Erikgörs     |
| Andre vice ordförande  | M                   | Christer Eriksson   |

#### Mandatfördelning 1970–2022
| 17 | 15 | 5 |  | 3 |

| 33 | 8 |

| 17 | 16 | 3 | 2 | 3 |

| 35 | 6 |

| 17 | 16 | 3 |  | 4 |

| 35 | 6 |

| 2 | 17 | 13 | 3 |  | 5 |

| 31 | 10 |

|  | 18 | 12 | 2 |  | 7 |

| 32 | 9 |

|  | 18 | 10 | 4 |  | 7 |

| 28 | 13 |

| 18 | 2 | 11 | 4 |  | 5 |

| 24 | 17 |

| 2 | 14 |  | 2 | 11 | 2 | 2 | 7 |

| 27 | 14 |

| 3 | 17 |  |  | 10 | 2 |  | 6 |

| 25 | 16 |

| 4 | 11 |  | 10 |  | 2 | 6 |

| 21 | 14 |

| 2 | 14 |  | 9 | 3 | 2 | 4 |

| 20 | 15 |

| 2 | 14 |  | 8 | 3 | 2 | 5 |

| 19 | 16 |

|  | 16 |  |  | 7 | 2 |  | 6 |

| 19 | 16 |

| 2 | 14 |  | 4 | 6 | 2 |  | 5 |

| 19 | 16 |

| 2 | 11 |  | 4 | 8 |  |  | 7 |

| 19 | 16 |

| 2 | 12 |  | 5 | 5 |  | 2 | 7 |

| 21 | 14 |

### Nämnder

#### Kommunstyrelse
Kommunstyrelsen i Säters kommun består av 11 ordinarie ledamöter. Utöver det som enligt lag åligger kommunstyrelsen har den i Säters kommun även ansvar för ekonomi, näringsliv, kommunikation, konsumentfrågor, personalfrågor, IT-frågor och fritidsfrågor. För sitt arbete har de delat in sig i tre utskott om tre och fem ledamöter. Dessa är: arbetsutskottet, personalutskottet och fritidsutskottet.
Kommunstyrelsens ordförande är kommunens enda kommunalråd.
| Presidium 2022–2026    | Presidium 2022–2026 | Presidium 2022–2026 |
| ---------------------- | ------------------- | ------------------- |
| Ordförande             | S                   | Mats Nilsson        |
| Förste vice ordförande | C                   | Hans Johansson      |
| Andre vice ordförande  | M                   | Caroline Willfox    |

#### Övriga nämnder
| Nämnder 2022–2026            | Ordförande | Ordförande          | Vice ordförande | Vice ordförande    | Andre vice ordförande | Andre vice ordförande   |
| ---------------------------- | ---------- | ------------------- | --------------- | ------------------ | --------------------- | ----------------------- |
| Barn- och utbildningsnämnden | S          | Helena Andersson    | C               | Marie Javanainen   | M                     | Emelie Ekberg           |
| Socialnämnden                | S          | Hans-Göran Steneryd | C               | Daniel Hedenbro    | M                     | Monica Falk Mannerhagen |
| Kulturnämnden                | S          | Lennart Götesson    | C               | Kristina Hult      | M                     | Göran Söderqvist        |
| Samhällsbyggnadsnämnden      | C          | Karin Frejd         | S               | Andreas Bertilsson | M                     | August Louthander       |
| Miljö- och byggnämnden       | C          | Östen Stenberg      | M               | Christer Eriksson  |                       |                         |
| Valnämnden                   | S          | Lars Hjorth         | C               | Maj-Lis Norman     |                       |                         |

## Ekonomi och infrastruktur

### Näringsliv
Under 1500- och 1600-talen var området en betydande plats för gruv- och bruksverksamhet. Under 1900-talet har näringslivet i kommunen främst präglats av offentliga verksamheter, särskilt Säters sjukhus som senare blev känt som Skönviks psykiatriska klinik. I början av 2020-talet var sjukhuset fortfarande den största arbetsplatsen i kommunen. Näringslivet inkluderade även små och medelstora företag som Gustafs Scandinavia AB och Sittab AB (specialiserade på stolar), alla belägna i Gustafs. Kommunen och regionen var fortsatt  de största arbetsgivarna.

### Infrastruktur

#### Transporter
Riksväg 70 korsar kommunen och passerar genom centralorten och vidare mot nordväst mellan Mora och Enbacka. I norra delarna av kommunen går även riksväg 80 från öst till väst. Länsväg 266 korsar mellersta delarna av kommunen söder om Hyen. Kommunen genomkorsas även av järnvägen Avesta Krylbo–Borlänge.

#### Utbildning

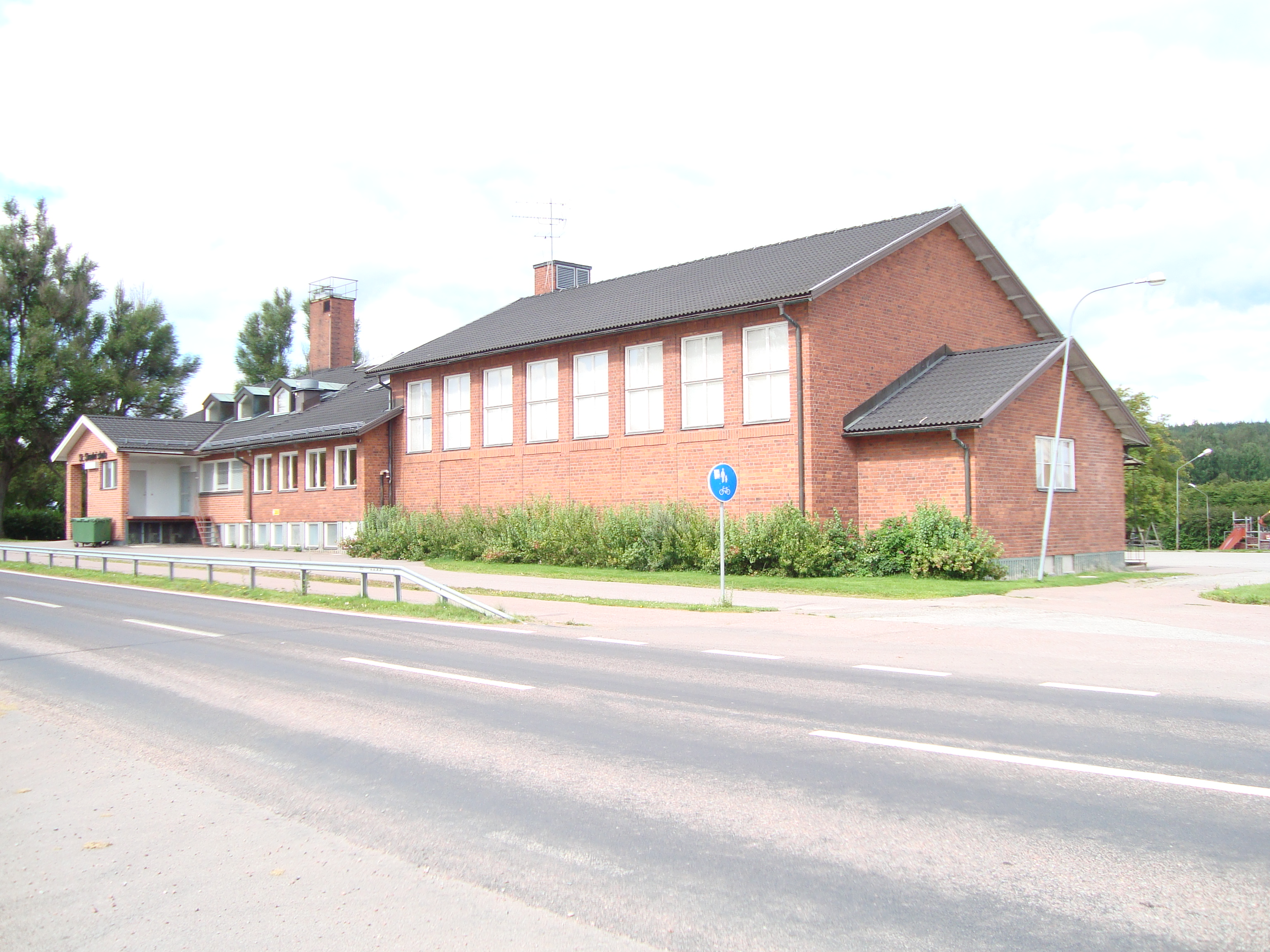
Stora Skedvi skola (2017-2018 under ombyggnad)

I kommunen fanns fram till våren 2017 Dahlandergymnasiet då de sista treorna gick ut. Skolan lades ned på grund av lågt antal sökande och från hösten 2017 finns enbart introduktionsprogram och vuxenutbildning på skolan.
Klockarskolan, som ligger i centrala Säter, är den enda högstadieskolan i kommunen, men det finns tre låg- och mellanstadieskolor; Kungsgårdsskolan (Säter), Enbacka skola och Stora Skedvi skola.

## Befolkning

### Befolkningsutveckling
| Befolkningsutvecklingen i Säters kommun 1970–2020                                                               | Befolkningsutvecklingen i Säters kommun 1970–2020 | Befolkningsutvecklingen i Säters kommun 1970–2020 | Befolkningsutvecklingen i Säters kommun 1970–2020 | Befolkningsutvecklingen i Säters kommun 1970–2020 |
| --- | ------------------------------------------------- | ------------------------------------------------- | ------------------------------------------------- | ------------------------------------------------- |
| |                                                   |                                                   |                                                   |                                                   |
| År |                                                   |                                                   | Folkmängd                                         |                                                   |
| 1970 | 1970                                              |                                                   | 9 812                                             |                                                   |
| 1975 | 1975                                              |                                                   | 10 262                                            |                                                   |
| 1980 | 1980                                              |                                                   | 10 874                                            |                                                   |
| 1985 | 1985                                              |                                                   | 11 201                                            |                                                   |
| 1990 | 1990                                              |                                                   | 11 896                                            |                                                   |
| 1995 | 1995                                              |                                                   | 11 790                                            |                                                   |
| 2000 | 2000                                              |                                                   | 11 259                                            |                                                   |
| 2005 | 2005                                              |                                                   | 10 989                                            |                                                   |
| 2010 | 2010                                              |                                                   | 10 840                                            |                                                   |
| 2015 | 2015                                              |                                                   | 11 009                                            |                                                   |
| 2020 | 2020                                              |                                                   | 11 161                                            |                                                   |
| Anm: Uppgifterna avser förhållandena den 31 december enligt den kommunala indelningen den 1 januari året efter. |                                                   |                                                   |                                                   |                                                   |

## Kultur

### Kulturarv
Området som utgör Säters kommun har präglat av månghundraårigt bergsbruk i gruvor, hyttor och hammare. Längs kulturslingan Silverringen, som går genom Silvbergs och Säters bergslagområden, återfinns fem av de platserna: Jönshyttan, Öster Silvbergs gruva, Grängshammars bruk, Ulfshyttan och Bispbergs gruva.

### Kommunvapen
Blasonering: I fält av silver en på svart mark stående smed - klädd i röd luva, svarta byxor och skor, strumpor av guld och med ansikte och armar i guld - höjande ett blått verktyg med svart skaft mot en upphöjning liggande rött smidesämne.
Detta komplicerade vapen, avbildat redan 1642, fastställdes av Kungl. Maj:t på 1940-talet. Efter kommunbildningen diskuterades förändringar, men endast små förenkligar gjordes när vapnet registrerades hos PRV år 1987.

Gustafs landskommun (1947–1970)
Silvbergs landskommun (1951–1952)
Stora Skedvi landskommun (1945–1970)